# 宝酒造杯 囲碁クラス別チャンピオン戦
宝酒造杯 囲碁クラス別チャンピオン戦（たからしゅぞうはい いごクラスべつチャンピオンせん）は、日本の囲碁のアマチュア棋戦。単に宝酒造杯とも呼ばれる。2008年に第1回が行われ、2019年度・第12回まで開催された。
日本棋院と宝酒造株式会社が主催。宝酒造が製造したお酒の試飲などのサービスがある、ユニークな大会であった。
同大会の主催の功績により宝酒造株式会社代表取締役会長の大宮久が、日本棋院から第44回大倉喜七郎賞を受賞した。

## 概要
2008年開始。参加クラスは名人戦・六段戦・五段戦・四段戦・三段戦・二段戦・初段戦・級位戦(1)・級位戦(2)に分けられており、各地域で地区大会が行われる。対局は原則としてすべて互先（コミ6目半）で行われるが、1級 - 4級での出場である級位戦(1)と、5級以下での出場である級位戦(2)は棋力差に応じて最大で5子の置き碁で対局が行われる。地区大会での対局は全5回戦で行われ、各クラスで全勝者が複数出る場合は、後日代表者決定戦が行われる。日本棋院主催の段級位認定大会と同様、地区大会で所定の成績（3勝2敗以上の成績）を収めれば参加クラスに応じて日本棋院の免状の申請が行える。5戦全勝した場合は無料で免状の贈呈が受けられる。
すべての地区の大会が終了したのち、各地域の優勝者による全国大会が行われ、クラスごとに優勝者が決定される。
大会中にお酒の試飲などのサービスがあるほか、参加者や成績優秀者にはお酒などの特典もあり、20歳未満の出場は禁止されている。
出場する地区に制限はなく、年間に複数の地区大会に出場してもよい。どのクラスに出場するかは各参加者の判断に委ねられるが、前年に地区大会で優勝した人はそのクラスより1クラス以上上位の大会にしか出場してはならないほか、実力を大幅に下回るクラスに出場しての優勝は後日無効になることがあるとされている。
大会の規模は徐々に大きくなっており、第1回（2008年度）は7つの地区で計8大会が開催されたが、第10回（2017年度）は12の地区で計15大会が開催された。地区大会の参加者の総数は、第10回が約9,800人、第11回（2018年度）が延べ10,030人であった。
2020年にも第13回大会が行われる予定だったが、新型コロナウイルス感染拡大により全大会が中止となった。2021年・2022年も大会実施はならず、日本棋院の『令和4年度事業報告』にて、2019年度の第12回を以て正式に大会終了となったことが伝えられている。

## 過去の優勝者
全国大会の名人戦クラス優勝者のみ記載する。
- 第1回（2008年度） 佐藤洋平（札幌大会代表）[3]
- 第2回（2009年度） 金井洋龍（東京大会代表）[9]
- 第3回（2010年度） 金子鎮成（福岡大会代表）[10]
- 第4回（2011年度） 田中伸幸（京都大会代表）[11]
- 第5回（2012年度） 江村棋弘（名古屋大会代表）[12]
- 第6回（2013年度） 福田覚（京都大会代表）[13]
- 第7回（2014年度） 玉置節丸（新潟大会代表）[14]
- 第8回（2015年度） 田中伸拓（京都大会代表）[15]
- 第9回（2016年度） 村上深（東京(1)大会代表）[16]
- 第10回（2017年度） 李章元（大阪大会代表）[4]
- 第11回（2018年度） 大関稔（仙台大会代表）[17]
- 第12回（2019年度） 岡田健斗（名古屋大会代表）[18]